# McLaren MCL60
El McLaren MCL60 (conocido inicialmente como McLaren MCL37) fue un monoplaza de Fórmula 1 diseñado y construido por McLaren bajo la dirección de James Key para competir en la temporada 2023.
Lando Norris y Oscar Piastri tienen contrato para competir con el equipo, Norris para su quinta temporada y Piastri en su año de novato. El monoplaza fue presentado en el Centro de Tecnología de McLaren el 13 de febrero de 2023.
El monoplaza originalmente iba a denominarse MCL37, pero fue cambiado a MCL60 para conmemorar los 60 años de la fundación de McLaren.

## Antecedentes

### Desarrollo
En la temporada 2022 comenzó una nueva generación de reglamentos técnicos. El MCL36, el predecesor inmediato del MCL60, parecía competitivo durante su primera aparición en la prueba, pero demostró tener un problema importante con el sobrecalentamiento de los frenos. Estos problemas limitaron su capacidad de rendimiento en las primeras etapas de la temporada y retrasaron gran parte del desarrollo del automóvil. El director del equipo, Andreas Seidl, declaró en septiembre de 2022 que solo una parte del concepto del MCL36 continuaría en su sucesor. El director técnico James Key dijo que el equipo esperaba que el MCL60 requiriera menos desarrollo durante la temporada en comparación con el MCL36.
En noviembre de 2022, Seidl declaró que creía que los problemas del equipo con el MCL36 tendrían un impacto en el MCL60, es decir, que la falta de pruebas para el MCL36 y el tiempo necesario para solucionar los problemas de los frenos habían retrasado el inicio del desarrollo del MCL60. Seidl, quien originalmente estaba programado para dejar el equipo a fines de 2025 por el nuevo proyecto de Audi, partió a mediados de diciembre de 2022 para reemplazar la repentina vacante en Sauber causada por la salida del director ejecutivo Frédéric Vasseur. Seidl fue reemplazado inmediatamente por Andrea Stella, quien había sido director ejecutivo de carreras de McLaren.

## Resultados
(Clave) (negrita indica pole position) (cursiva indica vuelta rápida)

| Año     | Motor                        | Neu. | N.º | Pilotos       | 1   | 2   | 3   | 4   | 5   | 6   | 7   | 8   | 9   | 10  | 11  | 12   | 13  | 14  | 15  | 16  | 17  | 18  | 19  | 20  | 21  | 22  | Puntos | Pos. |
| ------- | ---------------------------- | ---- | --- | ------------- | --- | --- | --- | --- | --- | --- | --- | --- | --- | --- | --- | ---- | --- | --- | --- | --- | --- | --- | --- | --- | --- | --- | ------ | ---- |
| 2023    | Mercedes-AMG F1 M14 V6 Turbo | P    |     |               | BHR | ARA | AUS | AZE | MIA | MON | ESP | CAN | AUT | GBR | HUN | BEL  | NED | ITA | SIN | JPN | QAT | USA | MEX | SÃO | LVG | ABU | 302    | 4.º  |
| 2023    | Mercedes-AMG F1 M14 V6 Turbo | P    | 4   | Lando Norris  | 17  | 17  | 6   | 9   | 17  | 9   | 17  | 13  | 4   | 2   | 2   | 76   | 7   | 8   | 2   | 2   | 3   | 24  | 5   | 2   | Ret | 5   | 302    | 4.º  |
| 2023    | Mercedes-AMG F1 M14 V6 Turbo | P    | 81  | Oscar Piastri | Ret | 15  | 8   | 11  | 19  | 10  | 13  | 11  | 16  | 4   | 5   | Ret2 | 9   | 12  | 7   | 3   | 21  | Ret | 8   | 14  | 10  | 6   | 302    | 4.º  |
| Fuente: |                              |      |     |               |     |     |     |     |     |     |     |     |     |     |     |      |     |     |     |     |     |     |     |     |     |     |        |      |